# Tabor (Tabor)
Tabor is een plaats in Slovenië en maakt deel uit van de gemeente Tabor in de NUTS-3-regio Savinjska. De plaats telde 524 inwoners op 1 januari 2020.